# Claves

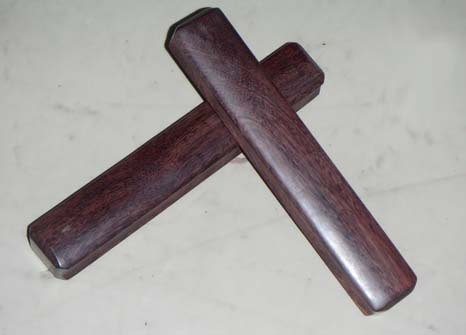
Claves.

Claves (uitspraak: klaves) zijn een muziekinstrument, bestaande uit twee massieve hardhouten stokjes die tegen elkaar worden geslagen. Het instrument produceert een korte droge tik met een duidelijke toonhoogte. De toonhoogte is afhankelijk van de grootte van de stokjes.
Het slaginstrument, dat behoort tot de idiofonen, is waarschijnlijk afkomstig uit Latijns-Amerika. De claves zijn het meest bekend doordat er in de Cubaanse muziek de clave op wordt gespeeld.
Op Cuba hebben de stokjes soms verschillende formaten (het liggende stokje, de hembra, is dan groter dan het slagstokje, de macho).
Bij het bespelen dient het beslagen stokje op de vuist te liggen, zodat tussen het stokje en de handpalm zoveel ruimte is dat de klank optimaal kan resoneren.